# Pila (okres Karlovy Vary)
Pila (německy Schneidmühl) je obec v okrese Karlovy Vary v Karlovarském kraji. Leží sedm kilometrů jihovýchodně od Karlových Varů. Žije v ní 577 obyvatel. Jižní částí obce protéká Lomnický potok.

## Název
Vesnice byla pojmenována podle pily, která stála u mlýna Schneidmühle, u něhož ves vznikla.

## Historie
První písemná zmínka o vesnici pochází z roku 1721.

## Obyvatelstvo
Při sčítání lidu v roce 1921 ve vsi žilo 803 obyvatel (z toho 353 mužů), z nichž bylo 789 Němců, jeden příslušník jiné národnosti a třináct cizinců. Kromě deseti evangelíků a sedmi židů se hlásili k římskokatolické církvi. Podle sčítání lidu z roku 1930 měla vesnice 829 obyvatel: tři Čechoslováky, 815 Němců a jedenáct cizinců. Většina byla římskými katolíky, ale žilo zde také jedenáct evangelíků, osm židů a tři lidé bez vyznání.
| Rok            | 1869 | 1880 | 1890 | 1900 | 1910 | 1921 | 1930 | 1950 | 1961 | 1970 | 1980 | 1991 | 2001 | 2011 | 2021 |
| -------------- | ---- | ---- | ---- | ---- | ---- | ---- | ---- | ---- | ---- | ---- | ---- | ---- | ---- | ---- | ---- |
| Počet obyvatel | 674  | 775  | 697  | 725  | 857  | 803  | 829  | 456  | 499  | 424  | 440  | 412  | 422  | 488  | 549  |
| Počet domů     | 99   | 111  | 111  | 118  | 128  | 130  | 140  | 119  | 116  | 105  | 108  | 128  | 136  | 152  | 183  |

## Obecní správa
Mezi lety 1850–1975 byla Pila obcí v okrese Karlovy Vary (1850–1930), posléze v okrese Karlovy Vary-okolí (1950) a později opět v okrese Karlovy Vary. Od 1. ledna 1976 do 31. prosince 1999 patřila jako část obce ke Kolové a od 1. ledna 2000 je opět samostatnou obcí. V letech 1850–1873 k obci patřila Kolová.

### Obecní symboly
Znak a vlajka byly obci uděleny rozhodnutím předsedy Poslanecké sněmovny Parlamentu České republiky dne 11. dubna 2008.

## Pamětihodnosti
- Přírodní památka Hořečková louka na Pile v jižní části vesnice
- Viklan

## Osobnosti
Ve vsi se narodil politik a senátor Národního shromáždění ČSR Dominik Löw (1863–1931).

## Galerie

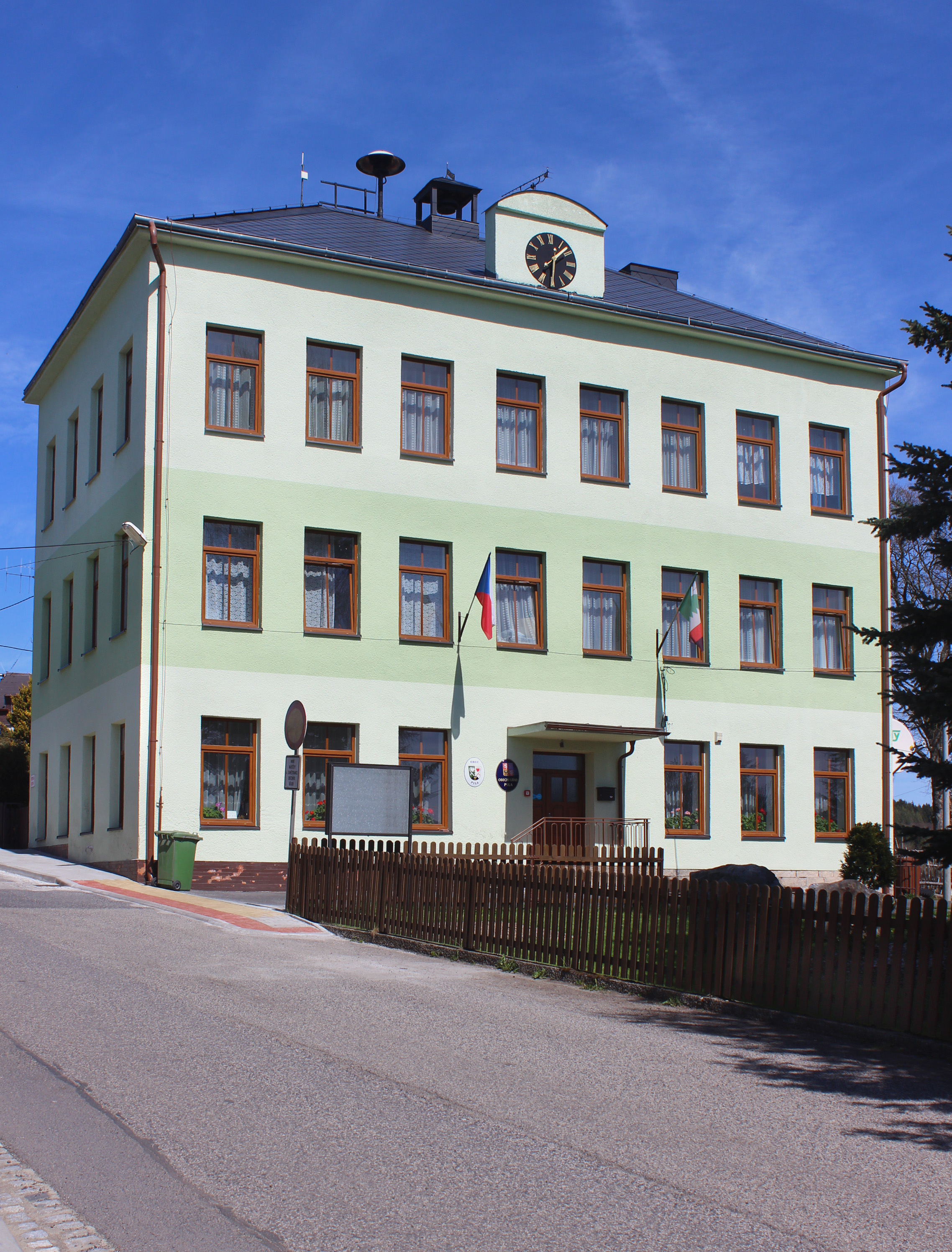
Obecní úřad
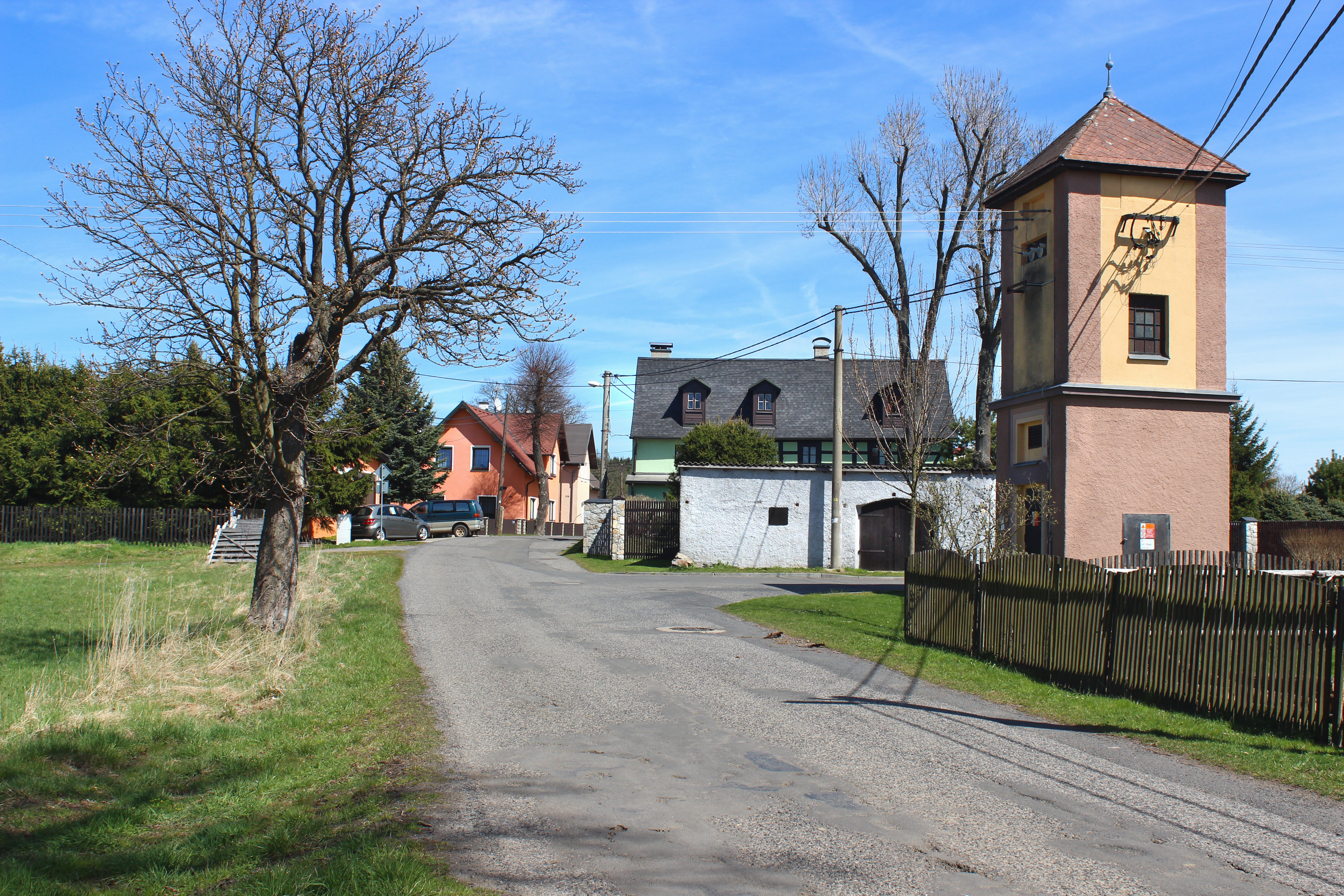
Horní část obce
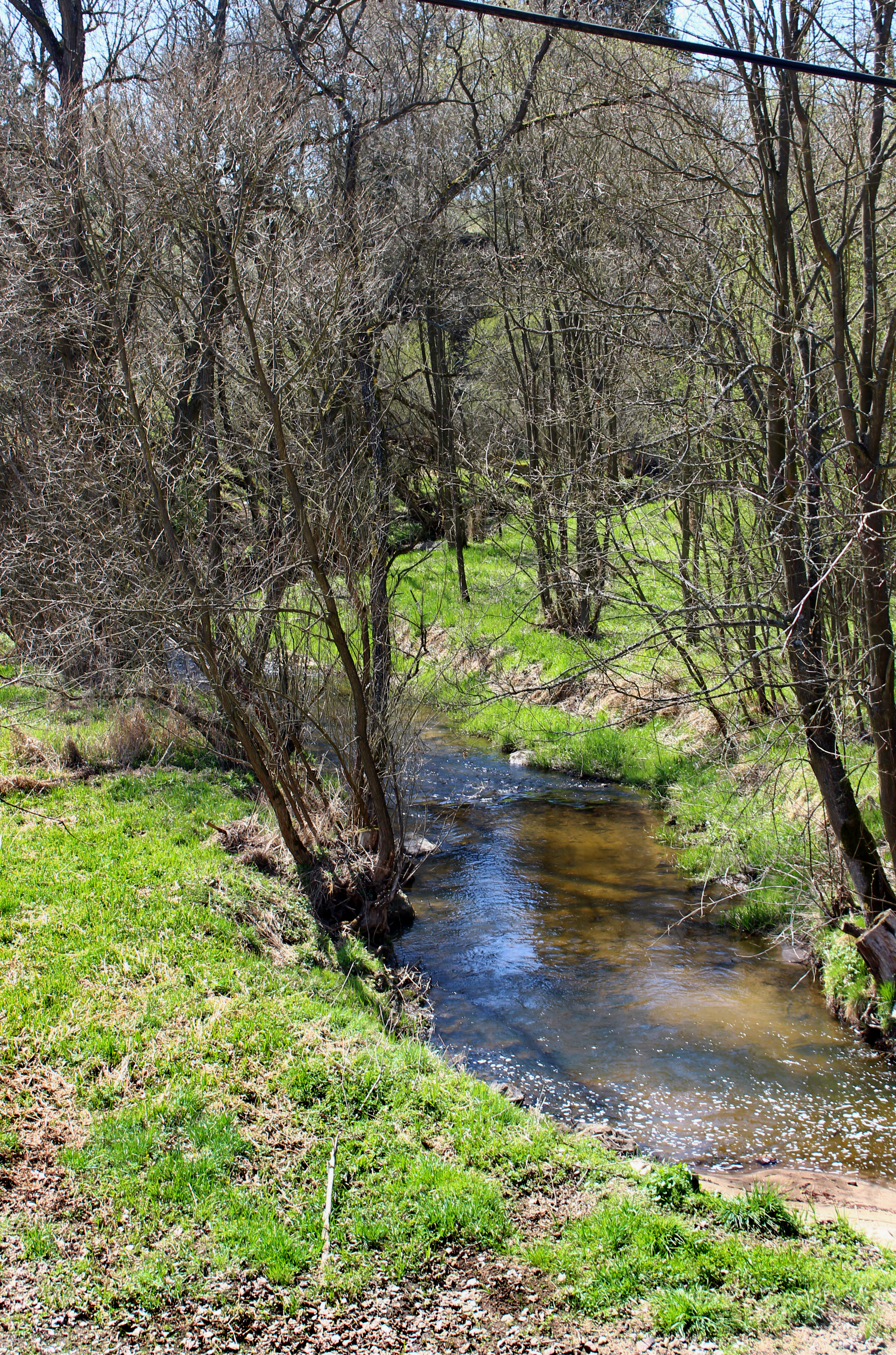
Lomnický potok
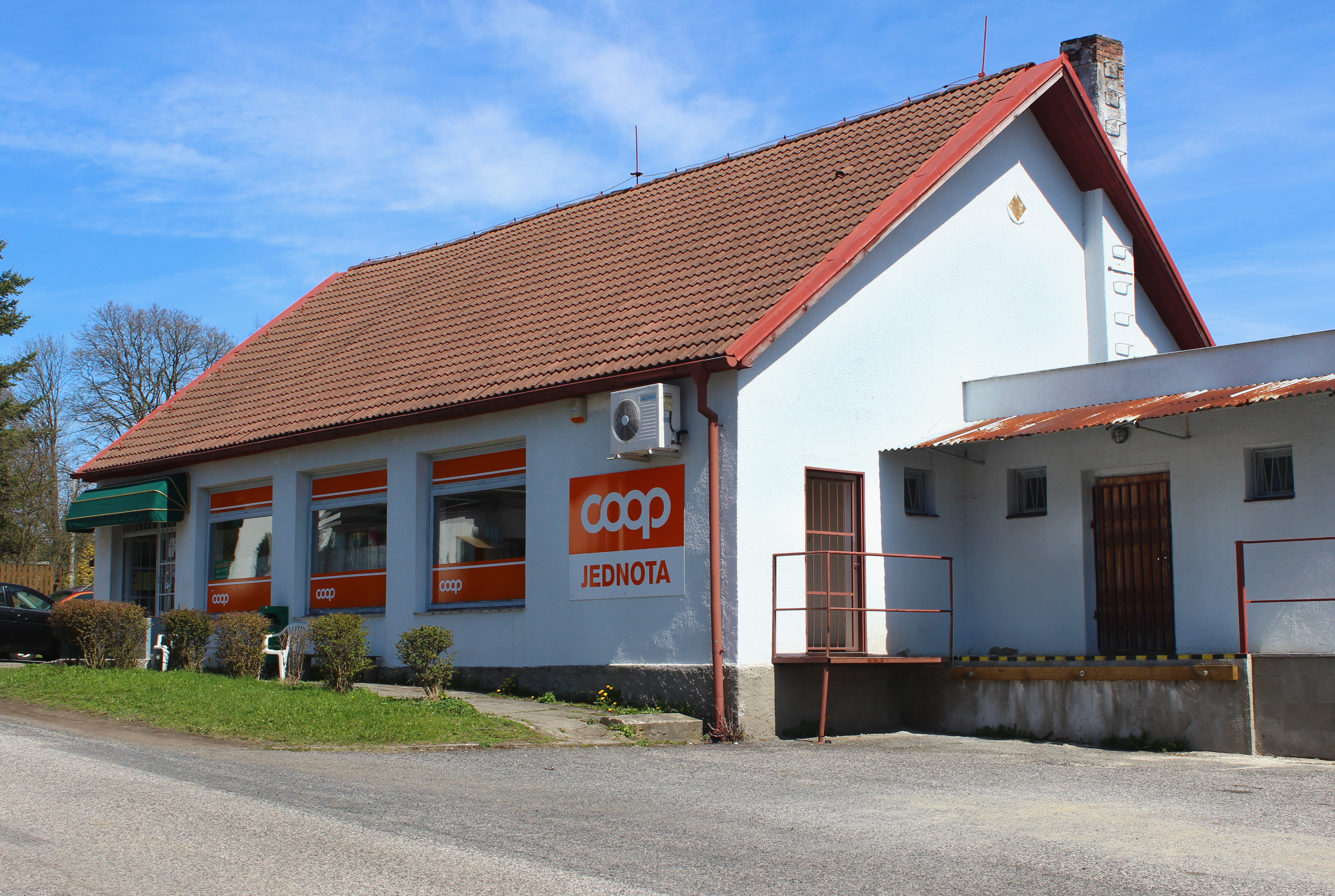
Prodejna potravin